# Xabier Carbayeda
Xabier Carbayeda Etxebarria (nacido el 5 de octubre de 1966 en Usúrbil (Guipúzcoa)) es un exciclista español, profesional entre los años 1989 y 1992. Antes de su paso al profesionalismo tomó parte en los Juegos Olímpicos de Seúl 1988.

## Carrera como aficionado
En 1988 fue seleccionado para participar en los Juegos Olímpicos de Seúl 1988, donde tomó parte en la prueba de los 100 km ruta contrarreloj por Equipos, integrado en el cuarteto que representó a España, junto a Xabier Aldanondo, Arturo Geriz y José Rodríguez. El equipo español obtuvo la 14.ª plaza.

## Carrera como profesional
Carbayeda tuvo una discreta carrera profesional en equipos modestos. En 1989 dio el salto al campo profesional fichando por el equipo Paternina-Caja Rural. En 1990, con la mayoría de los corredores del equipo pasó al Artiach-Royal. Su última temporada como profesional fue la de 1992 en el CHCS-Ciemar Paternina. Al desmantelarse el equipo dio por finalizada su carrera como ciclista profesional.
En 1994 se integró en el recién creado proyecto de equipo de la Fundación Euskadi trabajando como masajista. Tras 12 temporadas desempeñando esta labor, al comienzo de la temporada 2006 Carbayeda debutó como director deportivo del Euskaltel-Euskadi. Fue durante varias temporadas uno de los tres directores deportivos que poseía esta formación ciclista profesional. Actualmente vuelve a trabajar como masajista.

## Palmarés
1991
- G.P. San Froilan

## Resultados en Grandes Vueltas y Campeonato del Mundo
Durante su carrera deportiva ha conseguido los siguientes puestos en las Grandes Vueltas y en los Campeonatos del Mundo en carretera:
| Carrera         | 1989 | 1990 | 1991  | 1992 |
| --------------- | ---- | ---- | ----- | ---- |
| Giro de Italia  | -    | -    | -     | -    |
| Tour de Francia | -    | -    | -     | -    |
| Vuelta a España | -    | -    | 104.º | -    |
| Mundial en Ruta | -    | -    | -     | -    |

-: no participa

Ab.: abandono

## Equipos
- Caja Rural/Paternina (1989-1990)
- Artiach (1991)
- C.H.C.S.-Cierma (1992)